# إيلون ويكلاند
إيلون ويكلاند ، (مواليد 5 فبراير 1930) هي فنانة ومصورة سويدية من مواليد إستونيا.
وُلدت ويكيلاند في تارتو بإستونيا ونشأت في هابسالو بمقاطعة لان على ساحل بحر البلطيق في إستونيا. في عام 1944 هربت مع عائلة زميل لها من الاحتلال السوفيتي الثاني لإستونيا، إلى السويد. وصلت إلى السويد كلاجئة.
في عام 1953 تقدمت ويكيلاند بطلب للعمل كرسامة في دار النشر Rabén &amp; Sjögren . قابلتها أستريد ليندجرين، التي كانت قد انتهت لتوها من كتاب ميو، ابني. استطاعت استريد أن ترى على الفور أن ويكيلاند كانت قادرًا على «رسم القصص الخيالية». أجرت ويكيلاند تجربة تجريبية للكتاب وبعد ذلك بدأ عملها مع أستريد ليندغرين. قالت ويكلاند إن أسلوب كتابة أستريد يجعلها تشعر وترى الصور داخليا. وتستمد ويكيلاند إلهامها أيضًا من الواقع أيضا. وبنفس الطريقة التي تكتب أستريد ليندغرين عن «الطفل بداخلها»، غالباً ما ترسم ويكلاند الطفل الذي بداخلها.
إيلون ويكلاند هي الفنانة الذي رسمت أكبر عدد من كتب أستريد ليندجرين:
- ستة أطفال من بوليربي (ويعرف أيضا باسم قرية أطفال صاخبة)
- الأطفال في شارع المتاعب
- الاخوة قلب الأسد
- كارلسون على رأس السطح
- Mardie
- ميو، ابني
- نيلز كارلسون
- رونيا ابنة السارق
- جزيرة سيكرو
- شبح جاك النحيل
- سوننان

كما قدمت الرسوم التوضيحية للعديد من كتب الصور التي كتبتها ليندغرين والعديد من الكتاب الآخرين، بما في ذلك التنين ذو العيون الحمراء ، وأريد أخ أو أخت ، و هذا طفلي ، و برينادا تساعد جدتها ، و خطوات سايمون القصيرة ، والمستعيرون.
في عام 2004، قررت إيلون ويكلاند إهداء رسومها التوضيحية الأصلية إلى إستونيا. تم عرض الأعمال في معرض ويكلاند في هابسالو، إستونيا. في عام 2009، تم افتتاح معرض «إيلون ووندرلاند»، وهو معرض ومركز للأطفال والعائلات مبني على فكرة أعمالها ورسومها التوضيحية، في هابسالو، إستونيا.

## روابط خارجية
- إيلون ويكلاند على موقع ديسكوغز (الإنجليزية)
- إيلون ويكيلاندز
- إيلون ويكلاند في AstridLindgren.se
- Iloni Imedemaa ، أو Ilons Wonderland ، متحف في هابسالو، إستونيا
- أرسم، لذلك أنا (2009) - فيلم وثائقي لكيم فين وجون هاكالاكس
- I Draw, Therefore I Am على يوتيوب
- Soome produtsent ja lavastaja John Hakalax räägib Ilon Wiklandi eluloofilmi saamisloost
- إيلون ويكلاند